# Charles Forte
Charles Forte (Casalattico, 26 de Novembro de 1908 – Londres, 28 de Fevereiro de 2007) foi um hoteleiro italiano naturalizado inglês.

## Biografia
Charles Forte nasceu próximo de Roma, em 1908, tendo emigrado para a Escócia quando tinha quatro anos de idade. Frequentou a "Alloa Academy" e o "Dumfries College". Trabalhou na rede de cafés do seu pai, até que em 1935, aos 26 anos de idade, montou a sua primeira leitaria como Strand Milk Bar Ltd. Rapidamente começou a expandir-se para o catering e para os negócios de hotelaria. Depois da Segunda Guerra Mundial, a sua companhia mudou o nome para Forte Holdings Ltd.
Comprou o "Cafe Royal" em 1954 e por essa época ganhou o primeiro contrato para fornecer os serviços de catering ao novo aeroporto londrino de Heathrow. Abriu a primeira estação de serviço para carros em Newport Pagnell em 1959 e ao mesmo tempo começou a adquirir hotéis, a começar pelo  Waldorf em Londres.
O Trust Houses Group Ltd e o Forte Holdings fundiram-se em 1970 para se tornarem na Trust House Forte ou THF.
O seu primeiro hotel de beira de estrada abriu nas Midlands, em 1985, para captar condutores que necessitassem de uma cama para passar a noite.
Através de fusões e expansões, Forte elevou o Forte Group a um negócio multi-bilionário. O seu império inclui as redes de restaurantes de beira de estrada Little Chef e Happy Eater, os Hotéis Crest, Forte Grand, Travelodge e Hotéis Posthouse, tal como o comércio de vinhos Grierson-Blumenthal e uma participação maioritária (apesar de não-controladora) no Savoy Hotel.
A sua companhia também fornecia comida para os aviões, assim como para alguns dos maiores hotéis. No seu auge chegou a ter 68.000 empregados.
A participação na Grierson-Blumenthal foi uma aquisição forçada pelo grupo; criada para ser uma holding pessoal entre Charles Forte e os companheiros de direcção do grupo, com o fim de fornecer bebidas alcoólicas aos restaurantes e hotéis Forte com substanciais proveitos pessoais. Essa situação durou até surgir o interesse na prossecução dos actos da companhia, nos finais da década de 1970, o que obrigou os directores a incorporarem a "Grierson-Blumenthal" como uma subsidiária do grupo.
Forte foi o CEO desde 1971 e o presidente desde 1982 (quando o seu filho, Sir Rocco Forte, tomou posse como CEO). O "Happy Eater" e as cinco áreas de serviço Welcome Break foram compradas da "Hanson Trust PLC" em 1 de Agosto de 1986. No final da década de 1990, a companhia foi rebatizada como Forte.
Lord Forte passou o controlo total para o seu único filho, Rocco, em 1992, mas rapidamente o "Grupo Forte" foi confrontado com uma oferta pública de aquisição por parte da Granada. Em última análise, a Granada teve sucesso com uma oferta de 3.9 biliões de libras em Janeiro de 1996, o que deixou a família com cerca de 350 milhões de libras em cash.
Charles Forte foi feito cavaleiro em 1970 e recebeu o título, não-hereditário, de Barão Forte de Ripley, no condado de Surrey, em 1982.
Em 2003, depois do fim da fusão com o Compass Group, do grupo de interesses da Granada, o uso da marca registada Forte voltou para Sir Rocco Forte num gesto feito com a intenção de dispersar a amarga legalidade da transferência da administração. Rocco é agora o proprietário do grupo Rocco Forte Hotels.
O nome Forte continua nos Rocco Forte Hotels, uma cadeia de 10 luxuosos Hotéis (como Hotel Balmoral) espalhados por várias cidades europeias.
Lord Forte morreu aos 98 anos de idade.